# 廁所革命 (中國大陸)
厕所革命是中国大陆开展的一項公共廁所改造升級計劃，由中共中央總書記、國家主席習近平於2015年提出，最初的主旨是藉提升公共廁所品質的提升促進旅遊業的發展。該計劃進行到2017年，已改善了68,000間公共廁所，總共花費超過200億人民幣的資金。
2017年，習近平在中共十九大連任總書記後再次提出要對全國所有的公共衛生間，尤其是農村地區環境較差的公共衛生間進行改造。中国政府認爲這是一項重要的民生工程。

## 歷史

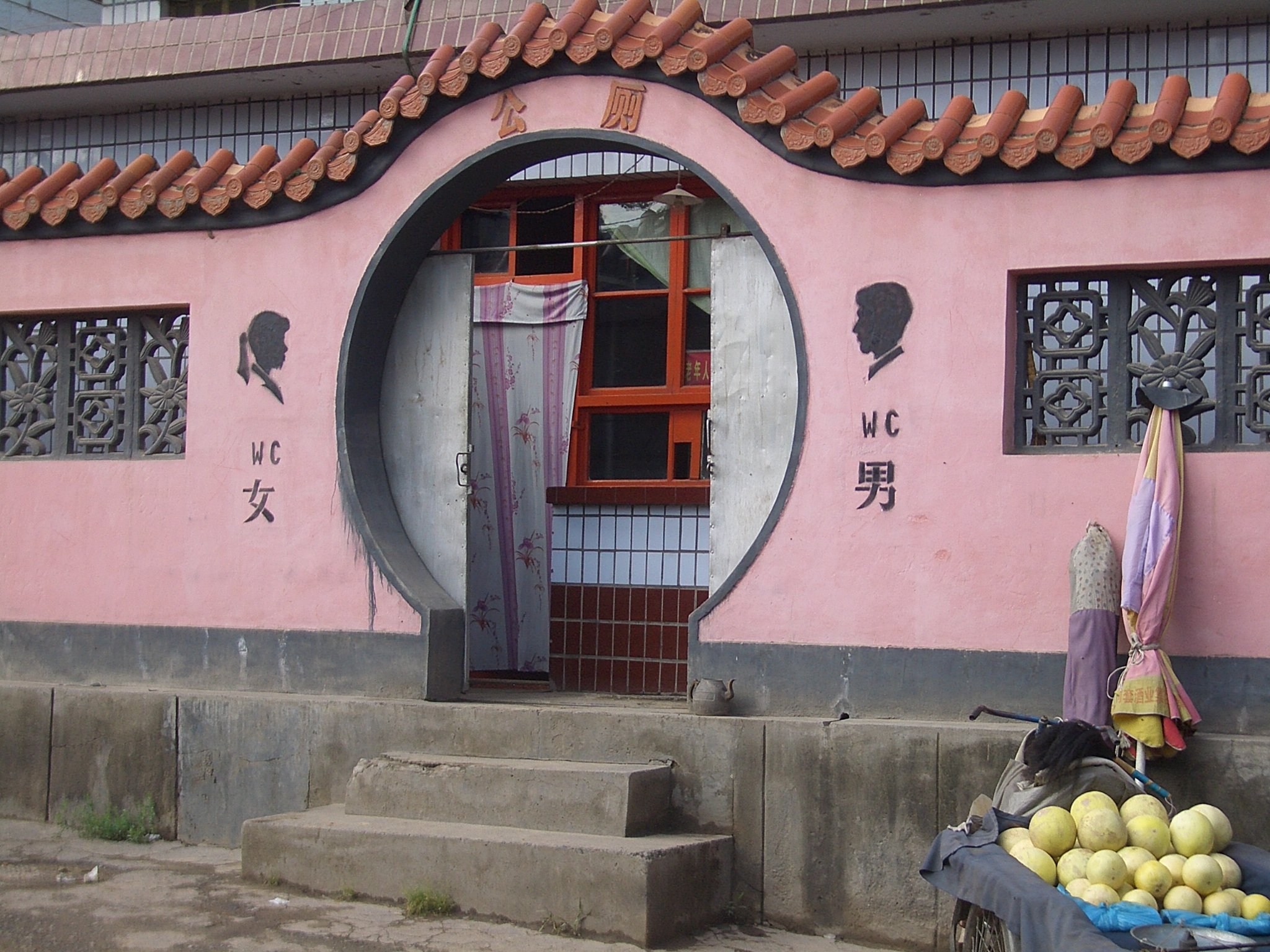
臨夏回族自治州的中国风格公厕

中國大陸在改革開放後，經濟快速發展。但中國大陸公共廁所的環境一直較差。部分景區的公共廁所環境尤其糟糕，以致讓外國遊客望而卻步。2015年4月，爲了促進旅遊業發展，習近平提出要進行「廁所革命」，改進旅遊景區公共衛生間的水準。
截至2017年，經過兩年的時間，一共有68,000間公共廁所環境得到改善。統計表明一共有超過200億人民幣的資金投入公共廁所環境改善工程中。2017年，習近平再次表示，要继续對全國所有的公共廁所環境進行改善，尤其是農村地區。中國大陸農村地區的公共廁所環境尤其糟糕，部分公共廁所衛生條件差，易導致疾病傳播。目前，中国政府計劃再於2020年前新建設47,000間公共廁所，改造17,000間公共廁所。
根據官方的要求，改善環境後的廁所應該乾淨、衛生、整潔且管理有序。同時，公共廁所應該達到足夠的數量。一些地方也为诸如母子、伤残人士等具有特殊需求的人兴建了专用设施。2018年，中華人民共和國國家旅遊局表示應該推廣公共廁所負責人（即「所長」）制，以提升综合管理水平，同时积极依托科技手段提供人性化服务，例如建立厕所导航系统，方便游客寻找厕所。

## 評論
部分媒体批评一些公共廁所的改造工程鋪張浪費，修建的公共廁所過於豪華，屬於一種形式主義。這種浪费行爲受到了中国政府的批評。
中国政府認爲廁所革命是一項重要的民生工程。中國大陸官方媒體認爲對農村公共廁所的改善有助於提升農村居民的生活質量。而一些媒体认为，厕所革命是中共中央总书记习近平为了树立开明、细心的领袖形象而推动的便民工程，与毛泽东执政时期的除四害运动相似。
中国的厕所治理也被拿来与其它国家的类似行动作对比。中國大陸官方媒體《环球时报》认为，厕所革命并不是中国独有的行动，在其它国家，例如印度也有类似的计划（清洁印度运动），尝试改善厕所环境，然而印度的厕所改善计划效率明显不如中国，这体现了两国间的制度差异。